# The 20th Anniversary Tour
The 20th Anniversary Tour var en mindre turné af det amerikanske rockband Smashing Pumpkins. Turnéen var i anledning af bandets 20-års jubilæum. 
Turnéen skiller sig markant ud fra bandets andre (og andre bands') turnéer ved, at Smashing Pumpkins som udgangspunkt spillede to koncerter samme sted to aftener i træk med en vidt forskellig sætliste hver aften. Ingen numre blev spillet ved begge koncerter.
Den særlige turné, der inkluderede en masse af bandets mere ukendte sange, varede fra 3. oktober 2008 til 8. december 2008.
Verdensturnéen bestod af 24 koncerter i 14 amerikanske byer. Koncerterne fandt udelukkende sted i USA. Bandet bestod af Billy Corgan, Jimmy Chamberlin, Jeff Schroeder, Ginger Pooley og Lisa Harriton, der havde spillet fast sammen siden bandets gendannelse i maj 2007. Derudover havde Smashing Pumpkins hyret en række gæstemusikere, heriblandt Stephen Bradley, Gingger Shankar, Gabrial McNair og Kristopher Pooley. 
Det var den sidste turné med bandets originale trommeslager Jimmy Chamberlin. Også Ginger Pooley og Lisa Harriton nåede at sige farvel inden bandets næste turné i 2010. 

## Bandet
- Billy Corgan (sang, guitar)
- Jimmy Chamberlin (trommer)
- Jeff Schroeder (guitar)
- Ginger Reyes (bas)
- Lisa Harriton (keyboard)